# Optimistic
Optimistic è la sesta traccia dell'album Kid A della band inglese Radiohead.

## Canzone
La canzone è stata quella più trasmessa nelle radio rispetto alle altre tracce presenti nell'album, questo dovuto al fatto che mostra due potenziali reazioni alla desolazione del consumismo.
Fu composta da Jonny Greenwood e Thom Yorke.

## Significato e contesto
Il primo verso descrive un atteggiamento bramoso e sfruttatore, mentre l'“optimistic” del secondo verso menziona come “il sistema” funzioni.
Il ritornello, tuttavia, contiene il senso o il messaggio della canzone, che è la realizzazione di uno dei limiti deontologici (cosa qualcuno è in grado di fare) che "può" condurre ad una sorta di soddisfazione, ma probabilmente non ad una allegra. Nel 2003 Yorke ha detto che il ritornello del brano, ("You can try the best you can. You can try the best you can. The best you can is good enough."), proviene dalle parole di coraggio che gli disse la sua fidanzata, Rachel Owen, poiché Yorke era preoccupato che l'album fosse un fallimento.

## Stile
Optimistic è senza alcun dubbio la canzone più vicina ai precedenti lavori dei Radiohead, essendo considerata come rock alternativo, seppur possieda alcuni suoni sperimentali ed elettronici. Ha un suono allegro e di "ottimismo" (da lì il suo nome), seguito da un riff costante e da una chitarra.